# Tomasz Landowski
Tomasz Landowski (ur. 11 grudnia 1988) – polski hokeista.

## Kariera klubowa
- Podhale Nowy Targ (wychowanek)
- SMS II Sosnowiec (2004–2005)
- SMS I Sosnowiec (2005–2006)
- Cracovia (2006–2011)
- MMKS Podhale Nowy Targ (2011–2014)

Wychowanek Podhala Nowy Targ. Absolwent NLO SMS PZHL Sosnowiec z 2006. Od 2011 do 2014 ponownie zawodnik MMKS Podhale Nowy Targ. Po sezonie 2013/2014 zakończył karierę sportową.

## Sukcesy
- Złoty medal mistrzostw Polski (3 razy): 2008, 2009 i 2011 z Cracovią